# كولن بلاكمور
السير كولن بلاكمور، الحاصل على زمالة الجمعية الملكية، والزمالة الفخرية في كلية الأطباء الملكية، والزمالة الفخرية في الجمعية الملكية للطب، وزمالة الجمعية الملكية لعلم الأحياء والجمعية الدوائية البريطانية (1 يونيو 1944 – 27 يونيو 2022) هو عالم أحياء عصبي بريطاني الأصل، متخصص في البصر وتطور الدماغ. شغل بلاكمور منصب أستاذ في العلوم العصبية في يونغ كين مان وكان زميلًا أقدمًا في معهد هونغ كونغ للدراسات المتقدمة في جامعة مدينة هونغ كونغ. كان بلاكمور أيضًا زميلًا أقدمًا متميزًا في معهد الفلسفة التابع لكلية الدراسات المتقدمة في جامعة لندن، وأستاذًا فخريًا للعلوم العصبية في جامعة أكسفورد ورئيسًا تنفيذيًا سابقًا في مجلس البحوث الطبية البريطاني (إم آر سي). اشتُهر بلاكمور بين العامة بكونه محاورًا بالعلوم وناقلًا لها على وجه التحديد، بالإضافة إلى استهدافه من قبل إحدى حملات حقوق الحيوان طويلة الأمد. وفقًا لصحيفة ذا أوبزرفر، كان بلاكمور «واحدًا من أقوى العلماء في المملكة المتحدة» و«شخصية مكروهة لدى حركة حقوق الحيوان». 

## الأبحاث
ركز بحث بلاكمور على الرؤية، والتطور المبكر للدماغ وفي وقت لاحق على عدد من الحالات مثل السكتة الدماغية ومرض هنتنغتون. نشر بلاكمور عددًا من الأوراق العلمية وبعض الكتب المتعلقة بهذه المواضيع.
شملت مساهماته في العلوم العصبية دوره في تأسيس مفهوم اللدونة العصبية، التي تمثل قدرة الدماغ على إعادة تنظيم نفسه كنتيجة لنمط النشاط الذي يمر عبر ارتباطاته. في أواخر ستينيات القرن العشرين، كان بلاكمور واحدًا من أوائل الباحثين الذين أثبتوا خضوع الجزء البصري من القشرة المخية لتغيرات تكيفية نشطة خلال الفترة الحرجة التالية للولادة بفترة وجيزة، وجادل بوجود دور لهذه التغيرات في مساعدة الدماغ على مطابقة نفسه مع البيئة الحسية. أظهر أيضًا أن مثل هذه اللدونة ناجمة عن تغيرات في شكل الخلايا العصبية وبنيتها إلى جانب توزيع الألياف العصبية والموت الانتقائي للخلايا العصبية.
على الرغم من ملاقاة هذه الفكرة للجدل في البداية، أصبح من الممكن اعتبار دماغ الثدييات «بلاستيكيًا» أو تكيفيًا كإحدى الأفكار السائدة في العلوم العصبية. من المعتقد أن لدونة الارتباطات بين الخلايا العصبية كامنة وراء العديد من الأنواع المختلفة للتعلم والذاكرة، بالإضافة إلى التطور الحسي. قد تحدث تغيرات التنظيم بسرعة ملحوظة، حتى لدى البالغين. أظهر بلاكمور أن الأجزاء البصرية من القشرة المخية لدى الإنسان قابلة للاستجابة على المدخلات الواردة من حواس أخرى، على وجه الخصوص حاسة اللمس، لدى الأشخاص الذين أُصيبوا بالعمى بعد فترة وجيزة من الولادة. بعد التعرض لسكتة دماغية أو غيرها من الإصابات الدماغية، قد تساعد إعادة التنظيم من هذا النوع في عملية التعافي، إذ تتولى أجزاء أخرى من الدماغ وظيفة الجزء المعرض للتلف.
أكدت أعمال بلاكمور اللاحقة على تنوع الآليات الجزيئية التي من شأنها المساهمة في اللدونة واستطاعت تحديد بعض الجينات المشاركة في تمكين الخلايا العصبية من تعديل ارتباطاتها كاستجابة منها على تدفق النبضات العصبية عبرها. لخص بلاكمور أبحاثه حول لدونة الدماغ في محاضرة هارفيان لعام 2005 التي ألقاها في الكلية الملكية للأطباء واستقصى دور اللدونة في التطور الثقافي للإنسان في محاضرة فيرير لعام 2010 التي ألقاها في الجمعية الملكية. عمل بلاكمور أيضًا في هيئة تحرير مجلة علم أعصاب الوعي. 

## النشاط الإنساني
لطالما اشتُهر بلاكمور بتأييده العلني للإنسانية وعمله كراع للجمعية الإنسانية البريطانية، بالإضافة إلى تنظيمه حملات مع هذه المنظمة في سبيل الدولة العلمانية وعدد من حقوق الإنسان وقضايا المساواة، على وجه الخصوص فيما يتعلق بالتعليم. كان بلاكمور واحدًا من أكثر من 180 شخصية عامة بارزة لإدانة خطط الحكومة المتعلقة بتأسيس مدارس دينية جديدة انتقائية بنسبة 100%، ودعا في السابق إلى تطبيق مراجعة شاملة على دور الدين في المدارس الحكومية البريطانية. نجح بلاكمور أيضًا مع مجموعة من كبار العلماء في تنظيم حملة مع الجمعية الإنسانية البريطانية بهدف حظر تدريس الخلقية بوصفها مثبتة علميًا في إنجلترا، وفي ويلز لاحقًا، مع إدخال التطور في مناهج العلوم.

## التجارب على الحيوانات وحقوق الحيوان
كان بلاكمور صريحًا في دعمه استخدام التجارب على الحيوانات في الأبحاث الطبية، على الرغم من إدانته العلنية لصيد الثعالب والتجارب على الحيوانات الهادفة إلى تطوير مستحضرات التجميل. 
لفت بلاكمور انتباه حركات حقوق الحيوان أثناء وجوده في جامعة أكسفورد في ثمانينيات القرن العشرين، عندما أجرى بحثًا حول الغمش والحول، إذ أجرى العديد من التجارب بما في ذلك خياطة جفون القطط وإغلاقها منذ الولادة بهدف دراسة تطور قشرتها المخية البصرية. وصف بلاكمور بحثه بأنه قابل للتطبيق مباشرة على البشر، وصرح أنه «بفضل هذا البحث، وغيره من الأبحاث المشابهة، نحن نعلم الآن سبب حدوث الغمش – الشكل الأكثر شيوعًا من عمى الأطفال – ويمكننا الآن علاجه والتفكير في طرق للوقاية منه».
في وقت لاحق، أفادت صحيفة ذا أوبزرفر بأنه وعائلته «قد تعرضوا لاعتداءات من قبل الإرهابيين الملثمين، والقنابل المرسلة إلى أطفاله، والرسائل المرفقة مع شفرات الحلاقة، ومحاولة انتحار زوجته وأكثر من عقد من الهجمات والإساءات».
في عام 1992، بالتعاون مع ليس وارد من مجموعة مناصري الحيوانات لمكافحة تشريح الحيوانات الحية، شارك بلاكمور في تأسيس مجتمع تفكير تحت اسم مجموعة بويد، من أجل النظر في القضايا المتعلقة بالتجارب على الحيوانات.
في عام 1998، خلال الإضراب عن الطعام الذي استمر لمدة 68 يوم والمنظم بواسطة الناشط البريطاني في مجال حقوق الحيوان باري هورن، تعرض بلاكمور لتهديدات طالت حياته في بيان صادر عن روبن ويب من المكتب الصحفي لتحرير الحيوانات بالنيابة عن ميليشيا حقوق الحيوان. تراجع العمل المباشر ضده منذ محاكمة سينثيا أونيل لمضايقته في عام 2000.
دعا بلاكمور إلى نقاش علني وصريح شامل حول الأبحاث على الحيوانات وسعى إلى إقناع الباحثين الآخرين بأن يكونوا أكثر انفتاحًا. شغل بلاكمور منصب رئيس ائتلاف التقدم الطبي، وجمعية الدفاع عن الأبحاث وفهم أبحاث الحيوانات، وهي منظمة مكرسة لإثبات قضية الاستخدام المسؤول للحيوانات في الأبحاث، وأُطلقت في عام 2008.